# محمدعلی فیاض‌بخش
محمدعلی فیاض‌بخش (۱۳۱۶ – ۷ تیر ۱۳۶۰) پزشک و سیاستمدار ایرانی بود. فیاض‌بخش بنیانگذار و نخستین رئیس سازمان بهزیستی کشور و از اعضای کابینه محمدعلی رجایی بود که در بمب‌گذاری در دفتر حزب جمهوری اسلامی جان خود را از دست داد.
وی تحصیلات ابتدایی را در دبستان خسروی تهران و تحصیلات متوسطه را در کنار دروس حوزوی فرا گرفت. پس از بازگشت از خدمت سربازی به دانشگاه تهران راه یافت و با اخذ مدرک پزشکی فارغ‌التحصیل شد. سپس دوره تخصصی جراحی را در بیمارستان سینا به پایان رساند. فیاض‌بخش، مؤسس انجمن امدادگران امام خمینی بود. وی سپس به عنوان مدیرکل توانبخشی در وزارت بهداری مشغول به کار شد. فیاض‌بخش در کابینه محمدعلی رجایی، به عنوان وزیر مشاور و رئیس سازمان بهزیستی خدمت می‌کرد. وی در شامگاه ۷ تیر ۱۳۶۰ در حالیکه در جلسه حزب جمهوری اسلامی ایران حاضر بود، به موجب بمب‌گذاری سازمان مجاهدین خلق کشته شد.
امروزه بیمارستان شهید دکتر فیاض بخش واقع در جنوب غرب تهران به نام وی نامگذاری شده‌است.